# Бадеуци (Сучава)
Бадеуци (рум. Bădeuți) насеље је у Румунији у округу Сучава у општини Милишауци. Oпштина се налази на надморској висини од 342 m.

## Становништво
Према подацима из 2002. године у насељу је живело 1464 становника, од којих су сви румунске националности.